# Hollow Psalms
Hollow Psalms è il primo album in studio del gruppo musicale statunitense Ludicra, pubblicato nel 2002 dalla Life is Abuse.

## Tracce
1. Tomorrow Held in Scorn – 3:43
2. Hollow Promise – 6:06
3. The Final Lamentation – 6:26
4. Userpent – 5:18
5. Heaped upon Impassive Floors – 5:03
6. Damn the Night – 6:50
7. Tragaedia – 2:24
8. Awake to Grey – 16:02

## Formazione
- Laurie Sue Shanaman – voce
- Christy Cather – chitarra, voce
- John Cobbett – chitarra
- Ross Sewage – basso
- Aesop – batteria